# Park Do-Hun
Park Do-Hun   (Corea del Sud, 20 de març de 1964) és un jugador d'handbol sud-coreà, ja retirat, que va competir durant les dècades de 1980 i 1990.
El 1988 va prendre part en els Jocs Olímpics d'Estiu de Seül, on va guanyar la medalla de plata en la competició d'handbol. Hi va jugar sis partits en què va marcar vint-i-un gols. Quatre anys més tard, als Jocs de Barcelona, fou sisè en la mateixa prova. En aquesta ocasió va jugar sis partits i hi marcà onze gols.
En el seu palmarès també destaquen dues medalles d'or als Jocs Asiàtics, el 1986 i 1990.